# エレオノーラ・ロビアンコ
エレオノーラ・ロビアンコ（イタリア語: Eleonora Lo Bianco, 1979年12月22日 - ）は、イタリアの元女子バレーボール選手。ポジションはセッター。元イタリア代表。

## 来歴
ボルゴマネーロ出身。イタリアジュニア代表を経て、1998年にイタリアシニア代表に初選出される。しばらくは正セッターのマウリツィア・カッチャトーリの控えに甘んじるが、2002年にレギュラーを獲得し、同年の世界選手権ではイタリア初の金メダル獲得に大きく貢献した。
2005年、2009年の欧州選手権ではベストセッター賞を受賞するなど、欧州でも屈指のセッターである。全日本セッターの竹下佳江とは、ジュニア時代にも対戦している。
オリンピックには2000年シドニー五輪、2004年アテネ五輪、2008年北京五輪、2012年ロンドン五輪の4大会に出場した。
また、6シーズン所属したセリエA・バレー・ベルガモでは、2007年と2010年の欧州チャンピオンズリーグの優勝に貢献し、ベストセッター賞を受賞した。2011-2012シーズンから、トルコリーグのガラタサライでプレーし、2013-14シーズンに在籍していた木村沙織とはチームメイトだった。
2014年、2年ぶりに代表に復帰し、同年9-10月の世界選手権では正セッターを務めた。2014-15シーズンからトルコリーグの強豪フェネルバフチェに移籍した。

## 球歴
- オリンピック - 2000年（9位）、2004年（5位）、2008年（5位）、2012年（5位）
- 世界選手権 - 2002年（金メダル）、2006年（4位）、2010年（5位）、2014年（4位）
- ワールドカップ - 1999年（7位）、2003年（4位）、2007年（金メダル）、2011年（金メダル）
- ワールドグランプリ - 2004年、2005年（準優勝）
- ワールドグランドチャンピオンズカップ - 2009年（優勝）
- 欧州選手権 - 2007年、2009年（優勝）、2001年、2005年（準優勝）、2003年（6位）

## 受賞歴
- 2005年 - 欧州選手権 ベストセッター賞
- 2009年 - 2009年欧州選手権 ベストセッター賞
- 2010年 - 欧州チャンピオンズリーグ ベストセッター賞

## 所属クラブ
- Pallavolo Omegna （1994-1998年）
- Club Italia （1998-1999年）
- FVブスト・アルシーツィオ（1999-2000年）
- Olimpia Ravenna（2000-2002年）
- ピエラリージ・イェージ（2002-2005年）
- バレー・ベルガモ（2005-2011年）
- ガラタサライ（2011-2014年）
- フェネルバフチェ（2014-2015年）
- バレー・ベルガモ（2015-2017年）
- カザルマッジョーレ（2017-2018年）